# União das Freguesias de Ferradosa e Sendim da Serra
Die União das Freguesias de Ferradosa e Sendim da Serra ist eine portugiesische Gemeinde (Freguesia) im Kreis (Concelho) Alfândega da Fé, Distrikt Bragança, im Nordosten Portugals.

## Geschichte
Die Gemeinde entstand im Zuge der Gebietsreform vom 29. September 2013 durch die Zusammenlegung der ehemaligen Gemeinden Ferradosa und Sendim da Serra.
Ferradosa wurde Sitz der neuen Verwaltung.

## Demographie
| Freguesia | Freguesia                   | Freguesia | Freguesia       | ehemalige Freguesias | ehemalige Freguesias | ehemalige Freguesias | ehemalige Freguesias |
| --------- | --------------------------- | --------- | --------------- | -------------------- | -------------------- | -------------------- | -------------------- |
| Wappen    | Freguesia                   | Einwohner | Fläche in (km²) | Wappen               | Freguesia            | Einwohner            | Fläche in (km²)      |
|           | Ferradosa e Sendim da Serra | 169       | 27,06           |                      | Ferradosa            | 163                  | 16,04                |
|           | Ferradosa e Sendim da Serra | 169       | 27,06           | Sendim da Serra      | 91                   | 11,03                |                      |